# Netzwerk Nachhaltiges Bauen Schweiz

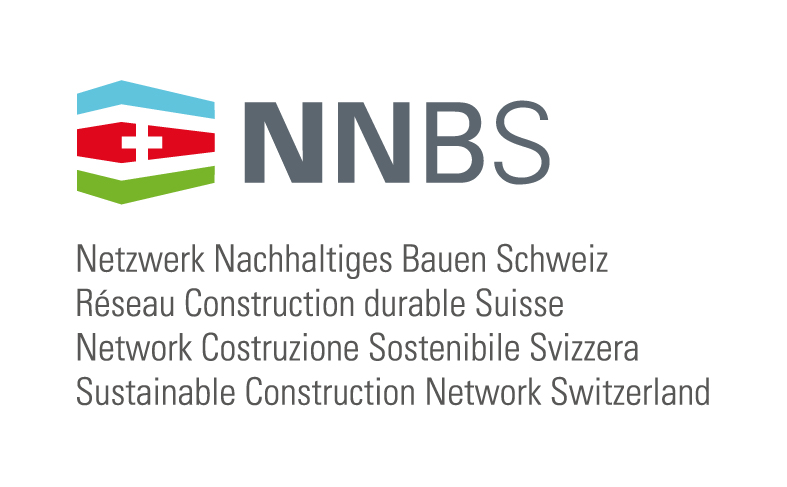
Logo

Das Netzwerk Nachhaltiges Bauen Schweiz (NNBS) ist ein Schweizer Verein, der sich zum Ziel gesetzt hat, das nachhaltige Bauen zu fördern und zu koordinieren. In diesem Zusammenhang entwickelte und pflegt es den Standard Nachhaltiges Bauen Schweiz (SNBS).

## Geschichte
Das NNBS wurde 2012 auf Initiative von mehreren Bundesämtern gegründet. Es ist Bestandteil der vierten Strategie des schweizerischen Bundesrates zur Nachhaltigen Entwicklung  (Strategie Nachhaltige Entwicklung 2016–2019).

## Arbeit und Ziele
Das Arbeitsfeld des NNBS leitet sich vor allem aus dem Ziel 2.4 der Strategie Nachhaltige Entwicklung ab. Daraus ergaben sich für das Netzwerk folgende Ziele:
- Nachhaltiges Bauen fördern und die notwendigen Grundlagen dafür erarbeiten
- Die Kräfte diesbezüglich auf nationaler Ebene bündeln und die Zusammenarbeit zwischen Wirtschaft, Bildung, öffentlicher Hand, Politik und Wissenschaft stärken
- Das Verständnis für nachhaltiges Bauen fördern

## Standard Nachhaltiges Bauen Schweiz SNBS Hochbau

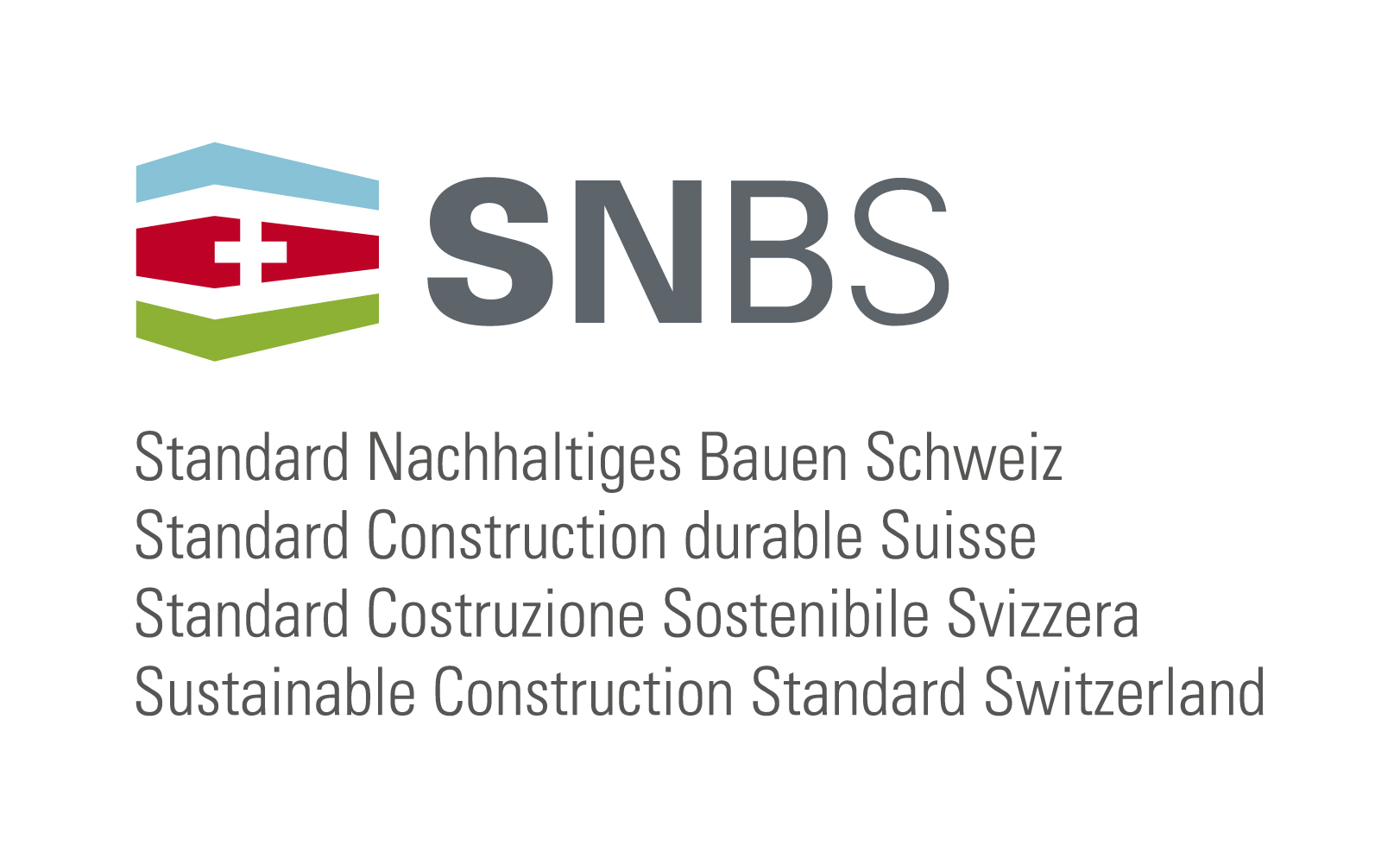
Logo des Standards Nachhaltiges Bauen Schweiz

Der SNBS ist zugleich ein Werkzeug zum Bauen und zum Bewerten der Nachhaltigkeit von Hochbauten. Er beurteilt ein Gebäude anhand eines Sets von 45 Indikatoren, die alle drei Bereiche der Nachhaltigkeit, also Wirtschaft, Gesellschaft und Umwelt abdecken:

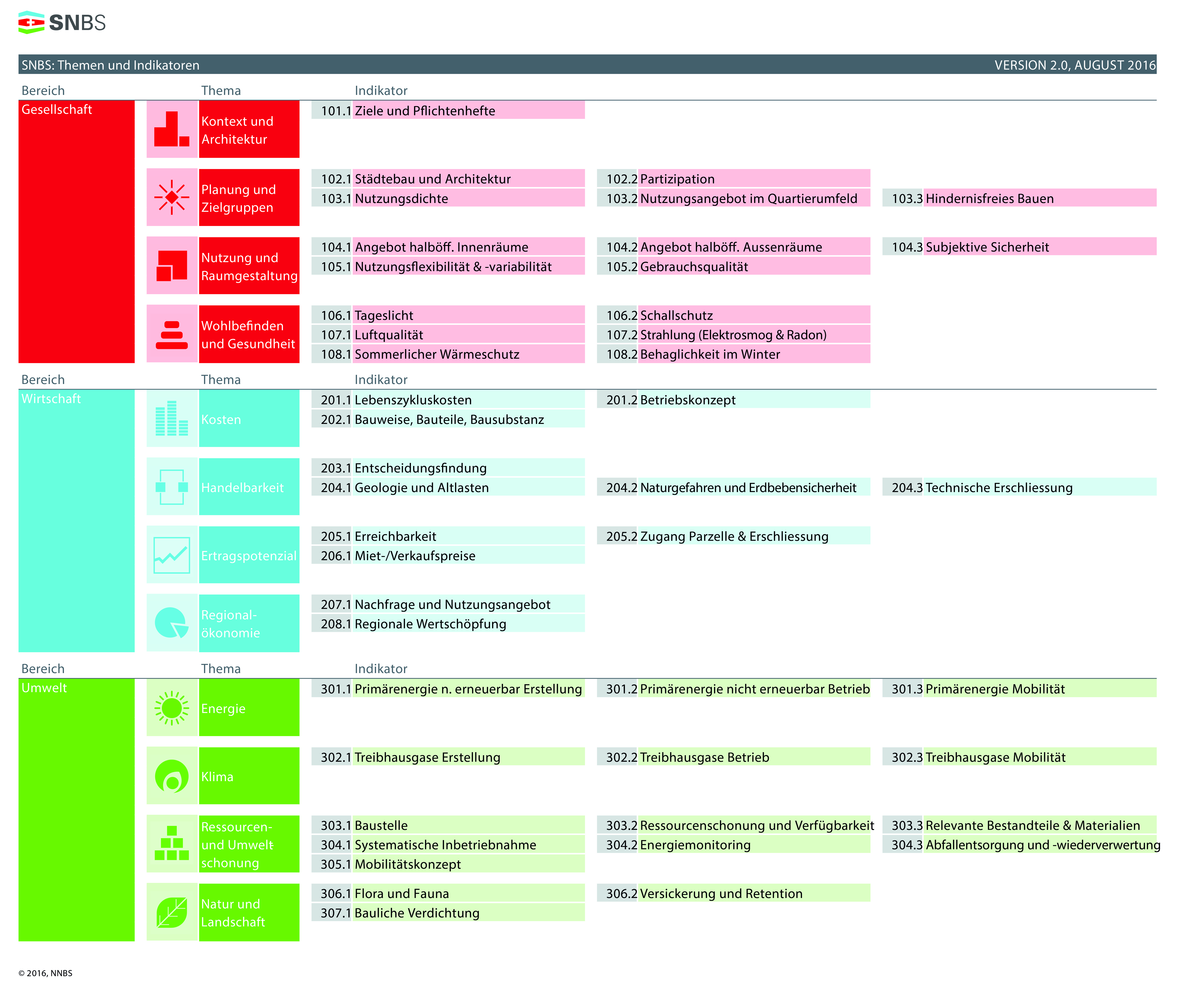
Übersicht Indikatoren

Wo immer sinnvoll und möglich wurden die in der Schweiz bereits bestehenden Teilkonzepte zum nachhaltigen Bauen integriert. Dies betrifft unter anderem die einschlägigen Beiträge des SIA, der Vereine eco-Bau und Minergie oder der 2000-Watt-Gesellschaft. Der Standard ist ein Schweizer Gemeinschaftswerk und wurde in enger Zusammenarbeit zwischen Wirtschaft, Öffentlicher Hand, Fachorganisationen und weiteren Experten erarbeitet.
2013 wurde die erste Version vom Standard Nachhaltiges Bauen Schweiz SNBS vorgestellt. Er wurde seither mehrmals überarbeitet. Die Version 2.0 wurde Ende August 2016 lanciert. Gleichzeitig wurde er um ein Zertifizierungs-Verfahren ergänzt. Anfang 2021 wurde die Version SNBS 2.1 Hochbau publiziert. Neben Wohn- und Verwaltungs/Bürogebäuden können nun auch Bildungsbauten beurteilt und zertifiziert werden.
Als erstes Gebäude wurde am 23. August 2016 das Dienstleistungsgebäude „Twist Again“ nach SNBS zertifiziert. Es wurde vom Bauunternehmer Losinger Marazzi für die Credit Suisse realisiert.[2]
Zurzeit kann der SNBS für die Büro- und Wohngebäude, sowie Bildungsbauten angewendet werden, sowohl für Neubauten als auch für bestehende Gebäude. Mischnutzungen mit Gewerbe im Erdgeschoss sind möglich.
Der Standard und die zugehörigen Instrumente sind frei und kostenlos verfügbar. Die Anwendung des Standard ist auf zwei verschiedene Arten möglich: Zum einen kann eine Selbstbeurteilung durchgeführt werden. Zum anderen kann eine kostenpflichtige Zertifizierung erlangt werden.

## Standard Nachhaltiges Bauen Schweiz SNBS Infrastruktur
Der SNBS Infrastruktur bietet ein übergreifendes Konzept für das nachhaltige Bauen in der Schweiz an. Mit ihm lassen sich Bauten im Infrastrukturbereich für Mobilität, Wasser, Schutzbauten, Energie und Kommunikation nachhaltig planen, erstellen, betreiben und weiterentwickeln. Er basiert auf Schweizer Normen und Bauprozessen.
Auch bei Infrastrukturen ist der gesamte Lebenszyklus zu betrachten, um ihre Nachhaltigkeit definieren, strukturieren und bewerten zu können. Der Standard hilft, bereits in den frühen Projektphasen die richtigen Entscheidungen zu treffen und die notwendigen Weichen für die Umsetzung zu stellen. Auch in allen späteren Projektphasen bis hin zum Rückbau dient er als begleitende Checkliste.